# Нэнси Дрю и потайная лестница
«Нэнси Дрю и потайная лестница» (англ. Nancy Drew and the Hidden Staircase) — американский детективный фильм 2019 года режиссёра Кэтт Ши по сценарию Нины Фьоре и Джона Эрреры, экранизация одноимённой книги Кэролайн Кин о девушке-детективе. Ранее книга экранизировалась в 1939 году. Главную роль исполнила София Лиллис.
Фильм вышел 15 марта 2019 года.

## Сюжет
После смерти матери 16-летняя Нэнси Дрю с отцом адвокатом Карсоном переезжает из Чикаго в сельский Ривер-Хайтс к тётке Ханне. В отместку за высмеивание своей подруги Бесс Нэнси с подругами устраивает жестокий розыгрыш виновника. За это она получает наказание в виде общественных работ. Услышав рассказ пожилой дамы Флоры, которую в доме донимают призраки, Нэнси вызывается помочь в разгадке. Первая проведённая в старинном доме ночь почти убедила её в существовании сверхъестественных явлений, однако внимательная сыщица находит отпечатки ботинок, ведущие к потайной комнате за книжным шкафом. Проведённый Бесс химический анализ оставленной улики помог Нэнси выйти на верный след. Однако внезапно пропал Карсон Дрю, которого, судя по записям с видеокамер, увезли неизвестные. Сопоставив данные, догадливая Нэнси спешит в старый дом, где связанную старушку преступники пытаются уговорить подписать договор о продаже недвижимости, чтобы впоследствии построить железнодорожную станцию. Противником строительства выступал Карсон Дрю. Обратив оружие преступников против них же самих, Нэнси освобождает пленников и выходит победителем.

## В ролях
- София Лиллис — Нэнси Дрю
- Зои Рене — Джордж Файн
- Маккензи Грэм — Бесс Марвин
- Лора Слэйд Уиггинс — Хелен Корнинг
- Сэм Траммелл — Карсон Дрю
- Линда Лавин — Флора
- Андреа Андерс — Ханна Грюн
- Джесси К. Бойд — Вилли Уортон
- Джей Девон Джонсон
- Эндрю Мэтью Уэлч
- Джон Бридделл
- Джош Даугерти
- Эван Кастелло

## Съёмки
20 апреля 2018 года стало известно, что главную роль в экранизации сыграет София Лиллис. К участию в проекте Warner Bros. Pictures пригласила Эллен Дедженерес, Джеффа Климана и Чипа Диггинса. В июне 2018 года объявили актёрский состав.
Съёмочный период фильма прошёл в июне 2018 года в Монро, штат Джорджия. 18 января 2019 года Дедженерес объявила, что фильм выйдет на экраны 15 марта и показала трейлер. 19 февраля 2019 года Warner Bros. Pictures показал фрагмент фильма.
Музыку к фильму написала Шерри Чанг. Эмили Бэр написала и исполнила песни «More than Just a Girl» и «Daylight».

## Критика
На сайте Rotten Tomatoes фильм получил рейтинг 70 % на основе 20 обзоров со среднеарифметическим взвешенным 5,75 / 10. На Metacritic у фильма оценка 55 из 100 на основе 10 оценок, что говорит о «смешанном или среднем отзыве».